# Manuel Joaquín Álvarez de Toledo
Manuel Joaquín Álvarez de Toledo-Portugal y Pimentel, comte d'Oropesa (Pamplona, 1641 - Barcelona, 1707) noble i polític castellà. Va arribar a ser privat en dues ocasions (1685-1689) i (1698-1699) durant el regnat de Carles II de Castella. També va ocupar els càrrecs de gentilhome de Sa Majestat, conseller d'Estat, president del Consell de Castella i del Consell d'Itàlia. Arran del conflicte successori a la corona d'Espanya i conjuntament amb l'Almirall de Castella encapçalà el «partit austríac».

## Orígens familiars
Fill de Duarte Fernando Álvarez de Toledo i d'Ana Mònica de Zúñiga Modica i Còrdova, de qui va heretar els títols de comte d'Oropesa, comte d'Alcaudete, comte de Belvís, comte de Deleitosa, marquès de Frechilla i Villarramiel, marquès del Villar de Grajanejos i marquès de Jarandilla, Gran d'Espanya i de Portugal.

## Biografia política
Durant el regnat de Carles II de Castella, el bàndol nobiliari que encapçalava s'oposava al Joan Josep d'Àustria, fill natural de Felip IV i privat de Carles II. Va veure frustrada per dues vegades la seva candidatura a virrei d'Aragó proposada pel mateix Consell d'Aragó. Mort Joan Josep d'Àustria i després del període en què el Duc de Medinaceli el va substituir, fou nomenat president del Consell de Castella (1684). Va obtenir la màxima confiança de la reina Maria Lluïsa el 1685 amb el càrrec de privat. Es va proposar sanejar la desastrosa hisenda amb mesures que en termes moderns diríem un pla d'estabilització (devaluació, retall de despeses). Les banderies nobiliàries no van acabar i tornaren els partidaris del cardenal Portocarrero i el duc d'Arcos, que es van acostar al poder amb el segon matrimoni del rei amb Marianna de Neuburg el 1689. El comte d'Oropesa renunciar als seus càrrecs el 1691 i se li va ordenar romandre allunyat de la cort en la seva senyoria de la La Pobla de Montalbán.
Enmig de les tensions successòries, va ser cridat de nou a la cort el 1696 tornant a ocupar la presidència del Consell de Castella, i el càrrec de privat el 1698. Quedant clar que el rei no tindria successió directa va proposar a Josep Ferran de Baviera com a candidat a la successió, però aquest va morir el febrer de 1699 i aleshores va optar per l'arxiduc Carles d'Àustria. Va ser objecte del Motín de los gatos (abril de 1699), després del que va caure en desgràcia. Va ser substituït pel cardenal Portocarrero, que encapçalava el partit francès partidari de la successió en la Casa de Borbó. S'exilià a la cort del pretendent austríac instal·lada a Barcelona, on va el 1707 quan ja havia esclatat la Guerra de Successió Espanyola.